# 常陸神社
常陸神社（ひだちじんしゃ）は、奈良県奈良市法蓮町にある神社。『子授けの常陸の宮様』として信仰を集める。

## 祭神
- 少名毘古那神[3][2]

## 歴史
常陸大掾中臣無良自が、少那彦那を祀る一社を建立した事に始まり、延暦7年(794年)の平安京遷都に際して現在の佐保岡の地に移ったという。応仁の乱の戦火によって荒廃したが、江戸時代、八代将軍徳川吉宗が郡山の城主柳澤甲斐守吉里に申し付けて造営させたと伝わる。

## 境内

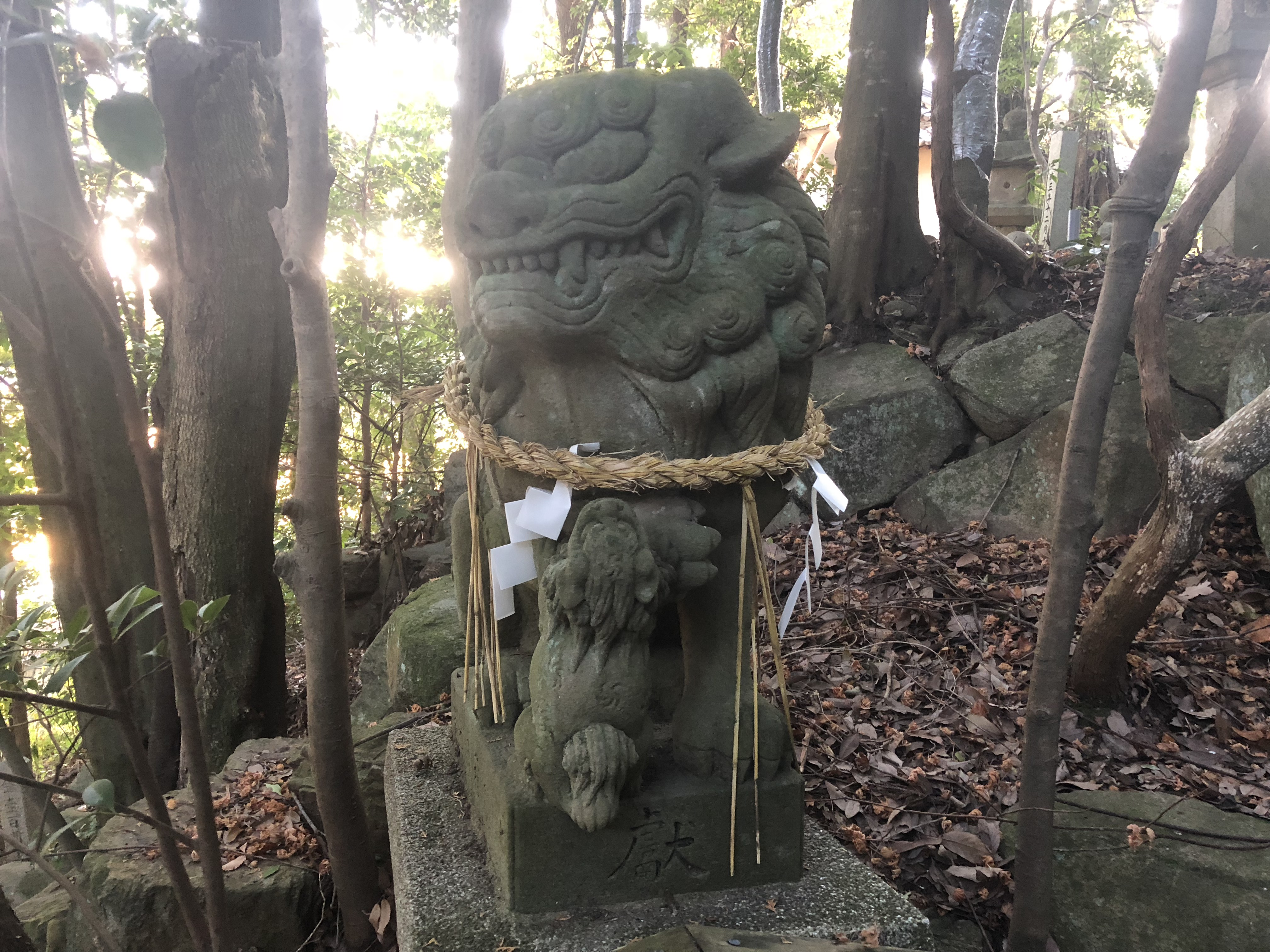
母子獅子

### 本殿
春日大社摂社、榎本神社旧本殿の移しとの説がある。

### 境内社
- 佐保姫大神 - 佐保姫を祀る。
- 藤瀧大明神[3] - 石塚として祀られている。
- 玉井大明神[3]
- 稲荷社[3]

### 狛犬
雌雄の唐獅子の姿であり、雌獅子は子獅子が乳を求めて慕い寄る「母子獅子」の形となっている。

### 拝殿、社務所
明治の後期に改築された。

## 祭礼
- 毎月19日が例祭日、4月29日が大祭日[2]。
- 五色の紙のぼりを神前に奉納する習わしがある[4][2]。